# Channarayapattana
Channarayapattana é uma cidade no distrito de Hassan, no estado indiano de Karnataka.

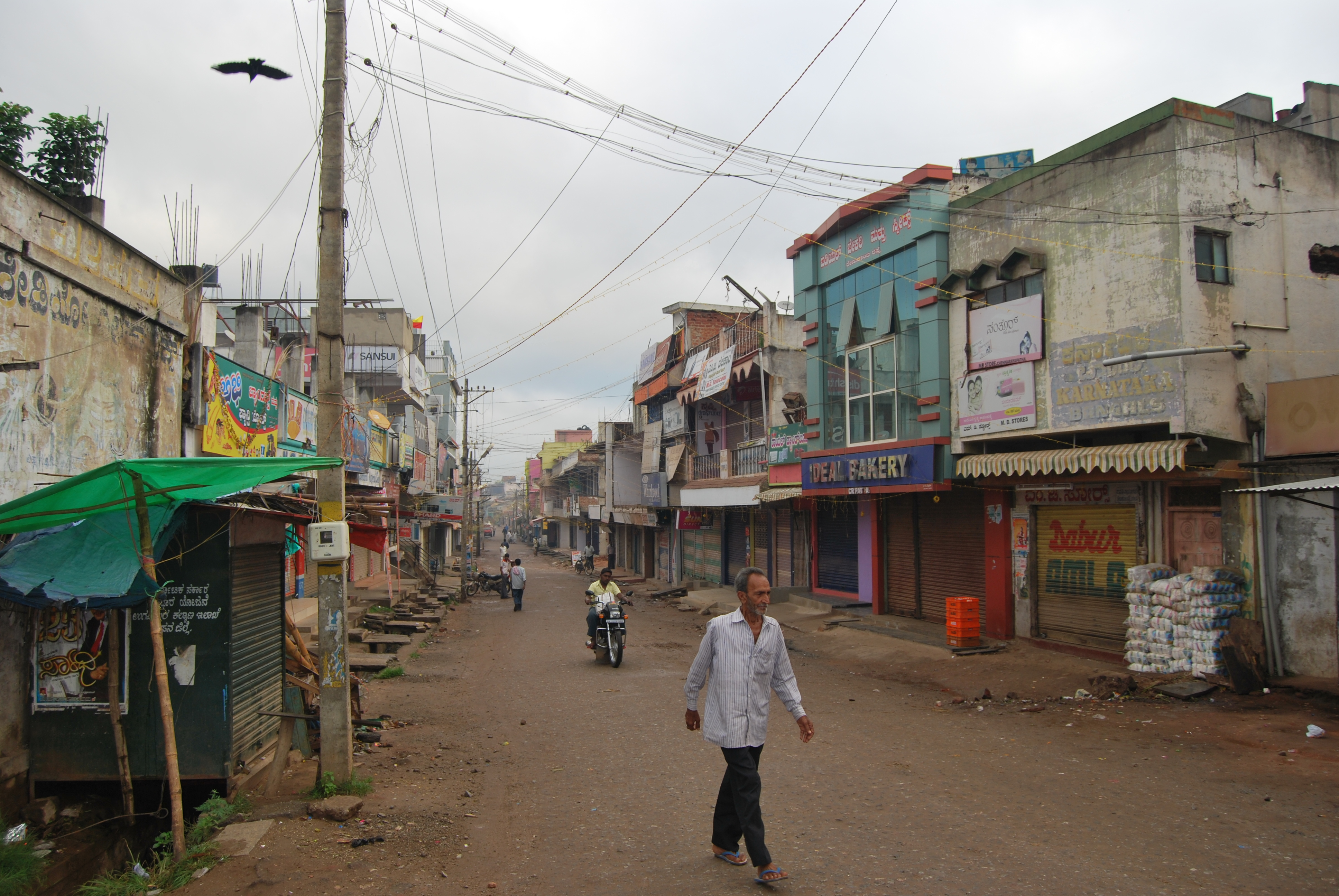
Rúa de Channarayapatna.

## Demografia
Segundo o censo de 2001, Channarayapattana tinha uma população de 33 240 habitantes. Os indivíduos do sexo masculino constituem 51% da população e os do sexo feminino 49%. Channarayapattana tem uma taxa de literacia de 73%, superior à média nacional de 59,5%; a literacia no sexo masculino é de 78% e no sexo feminino é de 68%. 11% da população está abaixo dos 6 anos de idade.